# Noelia Hernández Sánchez
Noelia Hernández Sánchez (Alacant, 26 de març de 1977) és una política valenciana, diputada a les Corts Valencianes en la IX legislatura.

## Biografia
És llicenciada en Economia i en Administració i Direcció d'Empreses per la Universitat d'Alacant, i té màster en gestió internacional de l'empresa pel Centre d'Estudis Econòmics i Comercials del Ministeri d'Economia i Hisenda. Ha estat professora associada a la Universitat d'Alacant.
Ha treballat com a consultora d'internacionalització i analista d'inversions a l'ICEX en l'oficina comercial d'Espanya a Nova York. També ha estat consultora i analista de risc al Consell Superior de Cambres i Consell de Cambres de la Comunitat Valenciana.
Políticament independent, fou escollida diputada per Alacant dins les llistes del PSPV-PSOE a les eleccions a les Corts Valencianes de 2015.